# Lina Lapelytė
Lina Lapelytė née en 1984 à Kaunas, est une plasticienne lituanienne. Ses travaux sont axés sur la musique improvisée et électronique. Elle vit et travaille à Vilnius.

## Biographie
Née en 1984 à Kaunas en Lituanie, Lina Lapelytė étudie le violon classique à l’Académie de musique de Vilnius. Elle poursuit ses études au Royal College of Art de Londres en sculpture et arts du son. Elle s'oriente vers une pratique performative.
En 2013, elle crée avec Rugilė Barzdžiukaitė et Vaiva Grainytė un opéra contemporain Have a good Day !.
En 2017, le même équipe crée l'opéra Sun & Sea (Marina) : un groupe de personnes en bikini chantent sur une plage artificielle pour de dénoncer la catastrophe climatique en cours.
En 2019, cet opéra représente la Lituanie à la 58e Biennale de Venise. Il remporte le Lion d’or de la biennale.
En 2022, Lina Lapelytė réalise The Mutes, sa première exposition-performance en France, à Paris,. Une quinzaine de personnes non professionnelles se retrouve pour chanter sur une composition de Lina Lapelytė, à partir d’extraits du livre de Sean Ashton, Living in a Land. Cette interprétation dissonante casse les codes attendus en musique. Claudine Santelli, participante à ce projet déclare : « On est un peu comme les orties : on est perçu comme des mauvaises herbes mais on a plein de qualités ». Et justement, l'écoute se fait dans un jardin plein d’orties.
Du 19 novembre 2022 au 12 février 2023, Lina Lapelytė expose au Frac des Pays de la Loire à Nantes son installation vidéo What Happens With a Dead Fish?. Il s'agit d'une performance musicale, filmée en 2021 lors du Kunstenfestivaldesarts de Bruxelles, présentée auparavant en Lituanie à la Biennale de Kaunas.

## Performances
- Have a good day, 2013[10]
- Give up the ghost !, Serpentine, Londres, 2014
- Waiting for another coming, Varsovie, 2018
- Candy Shop, Fondation Cartier pour l'art contemporain, Paris, 2019[11]
- Ladies, Pirouette, Currents, What happens with a dead fish?, Kunsthalle de Prague, 2019
- Sun and Sea, Venise, 2019
- The Mutes, Lafayette Anticipations, Paris, 2022
- What Happens With a Dead Fish?, Frac des Pays de la Loire, Nantes, 2022 - 2023

## Musique de film
- People We Know Are Confused, 2021[12]
- Chrysalis, 2011[13]
- Tide, 2009, avec Jonathan Fletcher[14]

## Prix
- Lion d'or, biennale de Venise, 2019[15]